# Giovanni Angelo Montorsoli

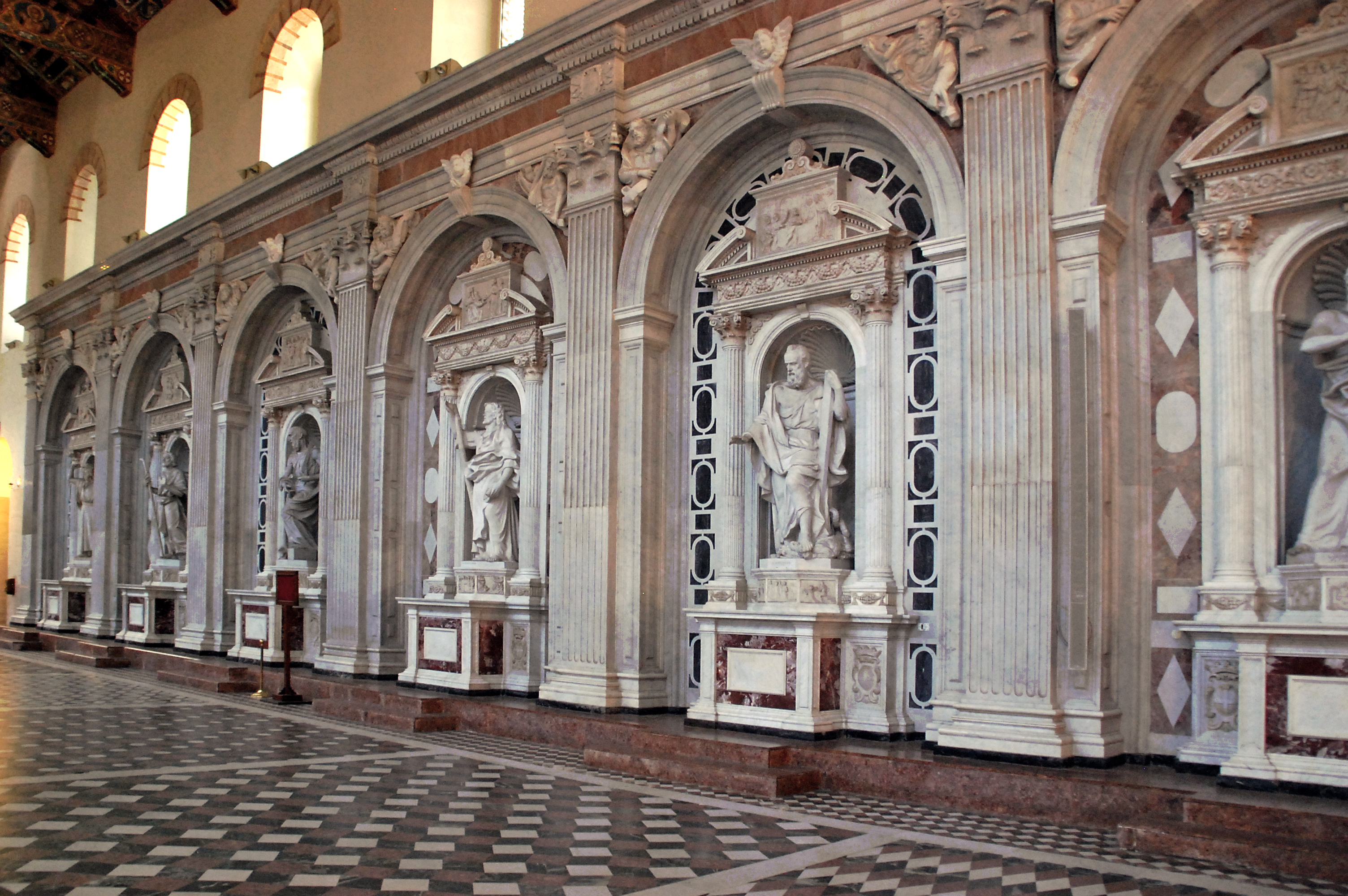
Statuen der Apostel im Dom von Messina

Giovanni Angelo Montorsoli (* 1507 (?)  in Florenz; † 31. August 1563 ebenda) war ein italienischer Bildhauer und Architekt des Cinquecento.
Nach einer dreijährigen Lehre bei Andrea di Piero Ferrucci arbeitete Montorsoli als Gehilfe in Rom, Perugia und Volterra. Dann ging er um 1524 nach Florenz und wurde Schüler Michelangelos. Er trat 1530 dem Servitenorden bei und legte 1531 sein Gelübde ab. Montorsoli arbeitete mit Michelangelo an der Sagrestia Nuova (Neue Sakristei) von San Lorenzo, wo er die Statue von San Cosma skulptierte (1536–1537). Er restaurierte im Vatikan antike Statuen, wie die Laokoon-Gruppe und den Apollo von Belvedere, und errichtete zahlreiche Grabmäler, zum Beispiel das Grab Mauro Mafferis (1537) im Dom von Volterra und das Grab Andrea Dorias (1541) in der Kirche San Matteo in Genua.
Von 1543 bis 1547 arbeitete Montorsoli für Andrea Doria, der sich in Messina einen neuen Palast errichten und ausschmücken ließ. Wohl 1547 schuf Montorsoli für den Garten des Palastes einen Tritonbrunnen. Die Stadtbehörden von Messina ernannten Montorsoli im selben Jahr zum Dombaumeister, und für die nächsten zehn Jahre arbeitete er in Messina. Sein erster Auftrag war es, einen Monumentalbrunnen am Ende der neuen Camaro-Wasserleitung auf dem Domplatz zu errichten (Orionbrunnen), wofür sogar die Kirche San Lorenzo abgerissen wurde, die Montorsoli ab 1552 an anderer Stelle neu errichtete (1783 zerstört). Er arbeitete außerdem an der Inneneinrichtung des Domes (Statuen der Apostel, 1550–1555), erbaute den „Leuchtturm“ (Torre della Lanterna, ursprünglich Torre del Garofalo genannt, 1555), und schuf den Neptunbrunnen (1557), mit dem die Messinesen Kaiser Karl V. und seinen Sohn Philipp II. ehrten.